# 訾敖
訾敖（？—前529年），羋姓，熊氏，名比，字子干，楚共王的第三子，楚康王、楚灵王的弟弟，也被称为公子比、右尹子干。前541年，公子围杀死侄儿楚王郏敖自立，公子比北逃晋国。前529年，楚国人推翻楚灵王，公子比回国即位，不久，弟弟公子弃疾故意让蔓成然报告称楚灵王已率兵回都靖難，公子比和弟弟公子黑肱吓得自杀，公子比被葬在訾这个地方，因此称为訾敖。

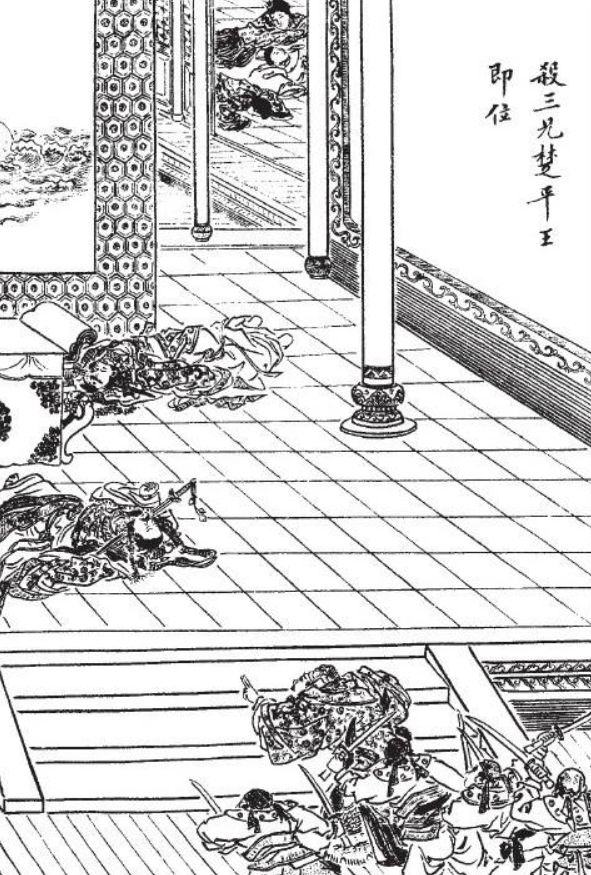
小说《东周列国志》插画：杀三兄楚平王即位

起初，楚共王有五个宠爱的儿子：公子昭、公子围、公子比、公子黑肱、公子弃疾，没有嫡长子可立。于是就祭祀群神，请神来决定派谁主掌国家。楚共王暗中和巴姬在祖庙内埋藏一块璧玉，然后召见五个公子斋戒入内，公子昭跨璧而过，公子围用手肘爬过，公子比、公子黑肱都远离璧玉，没有从上面经过。公子弃疾年幼，被抱进庙，一拜再拜都正好压在璧上。
所以公子昭以长子而即位，为楚康王，到了他的儿子楚王郏敖失国，公子围为楚灵王，结果身遭弑杀。公子比做了十几天的王，公子黑肱没有即位，又都被杀。郏敖的儿子被楚灵王所杀，灵王的儿子又为弃疾所杀；四人都没有后代。唯独公子弃疾，后来即位为平王，终于延续楚国的世系。
| 前任： 兄楚靈王 | 楚國君主 前529年 | 繼任： 幼弟楚平王 |